# Rue des Martyrs (Paris)
Koordinaten: 48° 53′ N, 2° 20′ O
Die Rue des Martyrs ist eine Straße im 9. und 18. Arrondissement von Paris. Sie folgt dem alten Weg, der zum ehemaligen Dorf Montmartre führt.

## Besonderheiten
Seit dem 4. Mai 2003 ist der südliche Teil bis zur Rue Clauzel sonntags zwischen 10 und 13 Uhr für den motorisierten Verkehr gesperrt. Diese im Rahmen der Initiative Paris Respire per Arrêté préfectoral n° 2003-15505 geschaffene Fußgängerzone erlaubt sonntägliche Einkäufe in den kleinen Läden.

## Lage

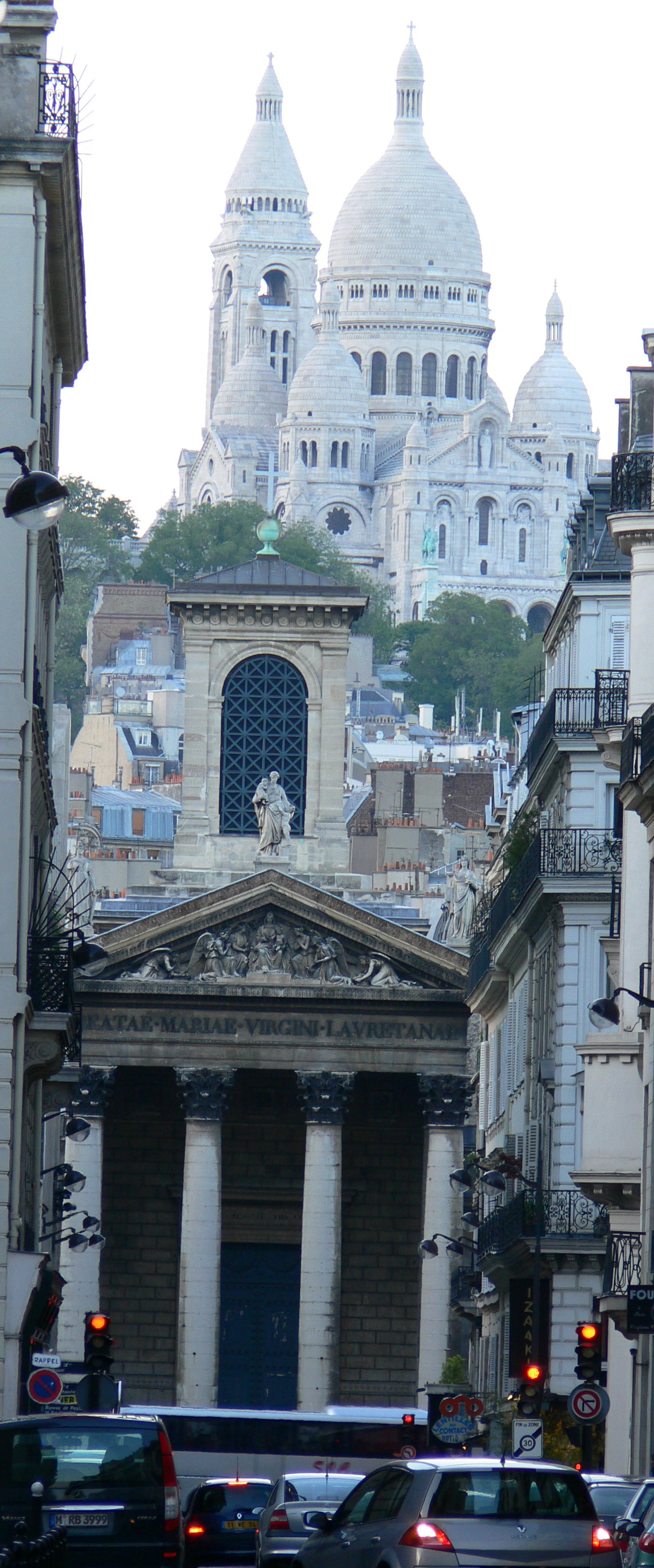
Notre-Dame-de-Lorette und Sacre-Coeur am Montmartre

Die Straße verläuft von Süden im 9. Arrondissement nach Norden ins angrenzende 18. Arrondissement. Die Grenze zwischen den Arrondissements bildet der Boulevard Rochechouart. Der südliche Teil im 9. Arrondissement ist eine beliebte Einkaufsstraße mit kleinen Geschäften, insbesondere vielen Lebensmittelgeschäften und Spezialitätenläden. Sie ist mit der Metro über die Stationen Notre-Dame-de-Lorette und Saint-Georges Linie   zu erreichen.
Die Straße beginnt an der Kreuzung Rue Notre-Dame de Lorette und Rue Lamartine, direkt hinter der Notre-Dame-de-Lorette. Die Straße durchquert im 9. Arrondissement die Quartiers Saint-Georges und Rochechouart und im 18. Arrondissement das Quartier Clignancourt. Je weiter man der Straße nach Norden folgt, desto steiler steigt sie an. Das Ende der Straße liegt an der  Rue La Vieuville, fast an den zur Sacré-Cœur führenden Treppen bzw. der Standseilbahn, der Funiculaire de Montmartre.

## Herkunft des Namens
Im 3. Jahrhundert brachten der heilige Dionysius (Saint-Denis) und dessen Gefolgsleute das Christentum in die Stadt. Der römische Gouverneur ordnete – im Rahmen der Christenverfolgungen unter Kaiser Decius – um 250 n. Chr. an, Dionysius als ersten Bischof der Stadt zusammen mit den anderen hinzurichten.
Die Verurteilten machten sich auf den Weg aus dem damaligen Lutetia am linken Seineufer (heutiges Quartier Latin) auf einen nahe gelegenen Hügel, die Hinrichtungsstätte. Dieser Hügel wurde später Montmartre (frz. „Märtyrerberg“) genannt, ein großer Teil dieses Weges, von der Pfarrkirche Notre-Dame-de-Lorette bis fast zur Sacré-Cœur, soll identisch sein mit der heutigen Rue des Martyrs.
Nach der Enthauptung soll Dionysius mit dem Kopf in seinen Händen noch kilometerweit nördlich gelaufen sein, wo er schließlich begraben wurde. Hier wurde von Dagobert I. im 7. Jahrhundert die nach dem Heiligen benannte Basilika Saint-Denis errichtet.

## Geschichte
Diese Straße wurde erstmals 1672 erwähnt auf einem „Plan zur Lage der Straßen“ von Jouvin de Rochefort. Sie wurde ursprünglich Rue des Porcherons genannt, später Rue des Martyrs und zwischen 1793 und 1806 auch Rue du Champ de Repos.
Nach der Erbauung einer Stadtmauer, der Mur des Fermiers généraux im Jahre 1785 zur Abgrenzung des städtischen Steuergebietes, wurde der außerhalb des Steuergebietes – heute oberhalb des Boulevard Rochechouart im 18. Arrondissement – liegende Teil Chaussée des Martyrs genannt.
Eine Ministerentscheidung vom 23. Germinal im Jahr IX (15. März 1800) unterschrieben von Jean-Antoine Chaptal und einem königlichen Erlass vom 22. August 1837 wurde die Mindestbreite auf 12 m festgelegt.  Dieser Teil wurde mit dem anderen Teil im 9. Arrondissement wiedervereinigt zur Rue des Martyrs durch den Arrêté préfectoral vom 2. April 1868.

## Sehenswürdigkeiten
- Nr. 11: 1823 war hier das Atelier von Horace Vernet (1789–1863), danach ab 1823 arbeitete hier der britische Maler Richard Parkes Bonington (1802–1828).[2]
- Nr. 23: Hier wohnte ab November 1833 der aus Köln stammende Komponist Jacques Offenbach.

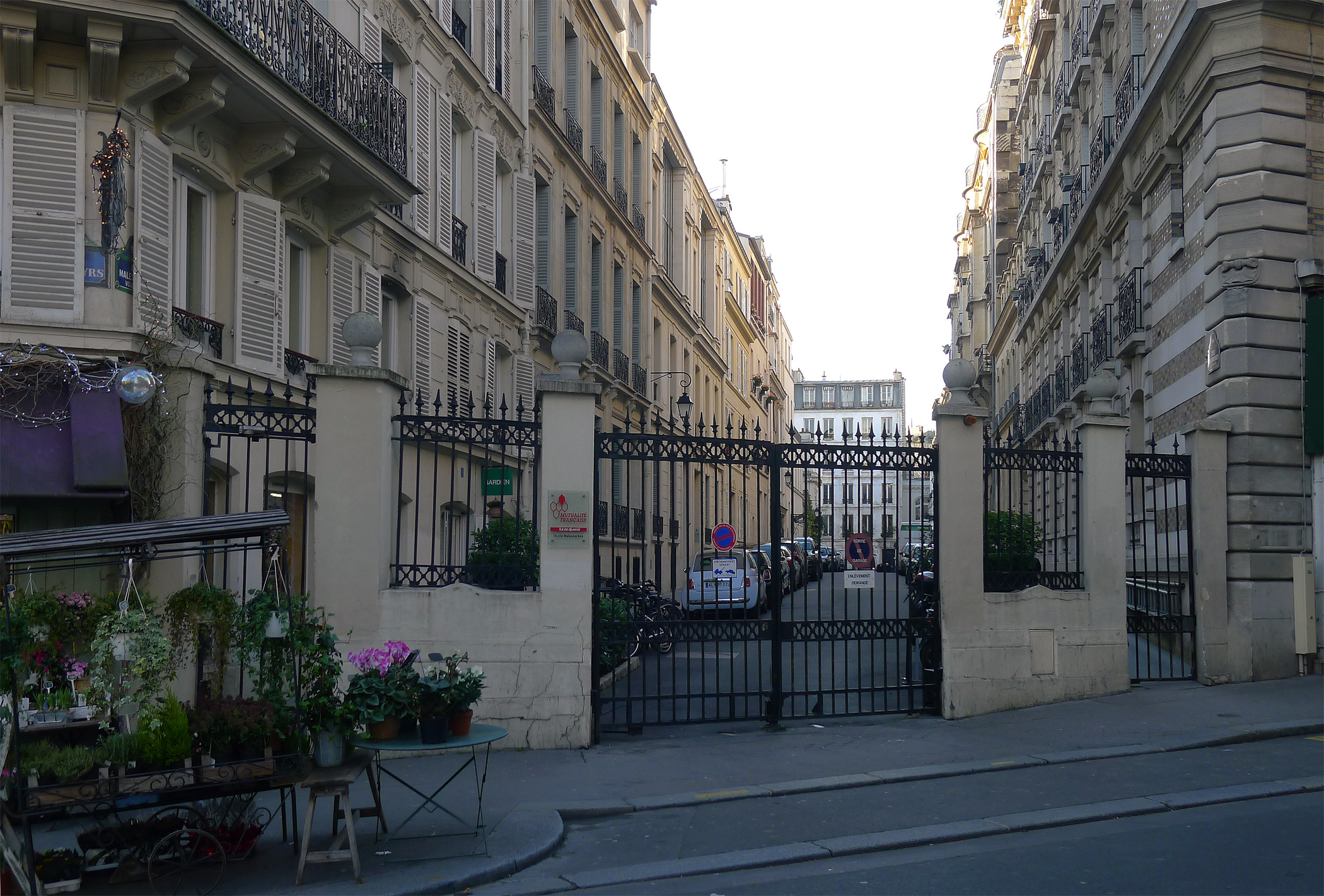
Eingang zur Cité Malesherbes von der Rue des Martyrs

- Nr. 59: Auf dem Gelände des Herrenhauses von Chrétien-Guillaume de Lamoignon de Malesherbes (1721–1794) wurde 1853 das durch einen Zaun abgeschlossene Wohnviertel Cité Malesherbes errichtet.
- Nr. 75: Le Divan du Monde, ein Theatersaal, der vor allem wegen der Plakate von Toulouse-Lautrec unter dem Namen «Divan japonais» als Kabarett bekannt war.

## Die Straße in der Kultur
- François Hadji-Lazaro besingt diese Straße mit seiner Gruppe Pigalle: Dans la salle du bar-tabac de la rue des Martyrs (1990)
- In dem Film Roman eines Schwindlers (Le Roman d’un tricheur) von Sacha Guitry spielt die Straße eine Rolle, als der Erzähler einen Abend „in einem kleinen Café in der Rue des Martyrs mit einem wie dafür geschaffenen Namen“ verbringt.[3]
- Mme Loisel in der Erzählung La Parure von Guy de Maupassant lebt in der Rue des Martyrs.
- Das Geburtshaus des Filmemachers Claude Lelouch steht in dieser Straße.
- Allan Kardec hat hier seine Treffen begonnen, die dann der Ursprung zum Spiritismus wurden.
- Als François Truffaut Filmkritiker war, bewohnte er „ein winziges Zimmer in der Rue des Martyrs“.[4]